# 有光教一
有光 教一（ありみつ きょういち、1907年11月10日 - 2011年5月11日）は、日本の考古学者。専攻は朝鮮考古学。京都大学名誉教授、高麗美術館研究所所長。朝鮮考古学の先駆者とされる。

## 略歴
山口県豊浦郡長府村（現下関市）に生まれる。1931年、京都帝国大学文学部史学科考古学専攻卒業。濱田耕作と梅原末治の指導を受ける。同年4月、京都帝国大学大学院に入学すると同時に、副手として勤務する。同年8月、朝鮮古蹟研究会助手として朝鮮半島に赴き、9月には朝鮮総督府古蹟調査事務嘱託となり、その後2年ほど調査整理に携わる。1937年10月、朝鮮総督府学務局技手嘱任、1941年6月、藤田亮策の後任として、朝鮮総督府学務局社会教育課古蹟係主任および朝鮮総督府博物館主任兼務となり、実質的な総督府博物館長を務める。終戦後、米軍政庁文教部顧問として朝鮮に残り、戦後の混乱の中で民間所有の文化財の散逸拡散防止に腐心した。また、韓国初の国立博物館（現国立中央博物館）開館や、慶州壺杅塚や銀鈴塚などの古蹟発掘調査を支えた。1946年6月に帰国を果たした。
1946年10月、GHQ九州地区軍政司令部顧問、1949年10月、福岡県教育委員会事務局嘱託、1950年3月、京都大学講師、同年9月、カリフォルニア大学ロサンゼルス校東洋語学部講師、1952年12月、京都大学文学部助教授、1956年8月、京都大学文学博士学位を授与（「鉄器時代初期の朝鮮文化:石剣を中心とした考察」）、1957年3月、京都大学文学部教授就任。1971年3月、京都大学定年退官。1973年6月、奈良県立橿原考古学研究所副所長、1980年11月、同研究所所長就任（1984年3月まで）、1989年11月、鄭詔文の依頼により高麗美術館研究所所長。
1978年、勲三等旭日中綬章。2000年、京都新聞大賞文化学術賞を受賞。
2011年5月11日、膿胸のため死去。103歳没。

## 著書
- 『朝鮮磨製石剣の研究』京都大学文学部、1959年
- 『朝鮮櫛目文土器の研究』京都大学文学部、1962年、
- 『有光教一著作集』第1～3巻、同朋舎出版、1990～99年
- 『朝鮮古蹟研究会遺稿』Ⅰ～Ⅲ、東洋文庫、2000~03年
- 『朝鮮考古学七十五年』昭和堂、2007年、ISBN 9784812207031